# Max Liebermann
Max Liebermann (Berlim, 20 de julho de 1847 - 8 de fevereiro de 1935) foi um pintor, gravurista e litógrafo alemão, essencialmente ligado ao impressionismo e ao primeiro grupo de vanguarda alemão. Filho de um empresário judeu, morreu poucos anos antes da perseguição antissemita.

## Vida
Em Berlim, sua cidade de nascimento, Liebermann estudou primeiramente Leis e Filosofia, descobrindo que a sua vocação se voltava para os ambientes artísticos ao ingressar, em Weimar, numa escola de pintura e desenho, no ano de 1869. Estudou depois em Paris, em 1872, e na Holanda, durante 1876-1877. Regressando depois à Alemanha, instala-se em Munique por algum tempo, mas regressa à capital, Berlim.

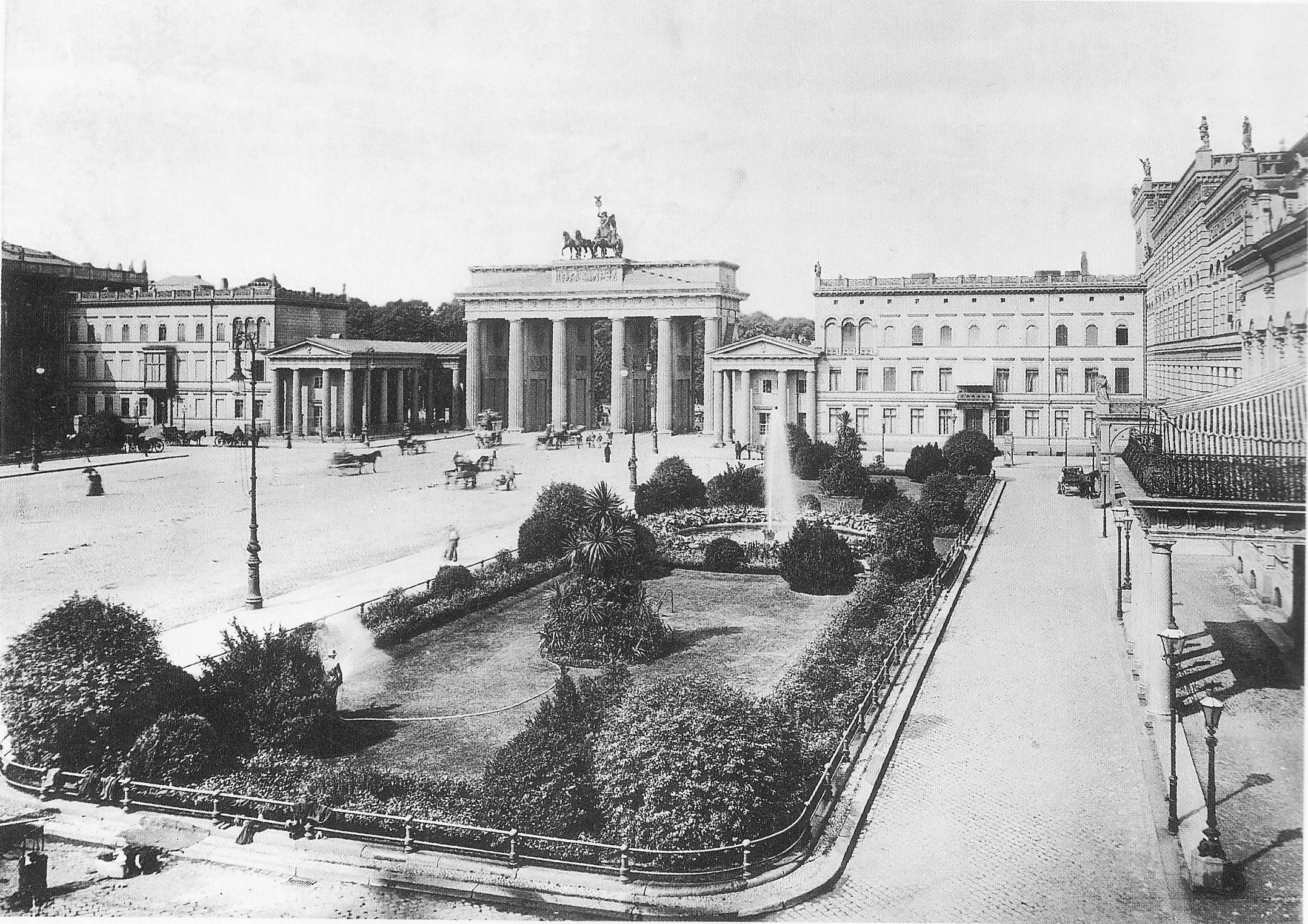
Palais Liebermann na Pariser Platz 7, a direita do Portão de Brandemburgo, destruído na Segunda Guerra Mundial

Juntamente com Lovis Corinth e Max Slevogt, Liebermann tornou-se o expoente do impressionismo alemão. Usou a sua riqueza para comprar alguns trabalhos de artistas franceses, formando uma boa coleção de arte impressionista. Inspirado nestes trabalhos, e profundamente obscuros no estilo provocante e sensual de Manet, tornou-se um célebre retratista em Berlim. Todavia, as suas escolhas refletiam principalmente cenas do seu jardim, perto do Lago Wannsee, e o quotidiano burguês, habitual na pintura impressionista. A sua arte, mais do que nunca, torneava o impressionismo.

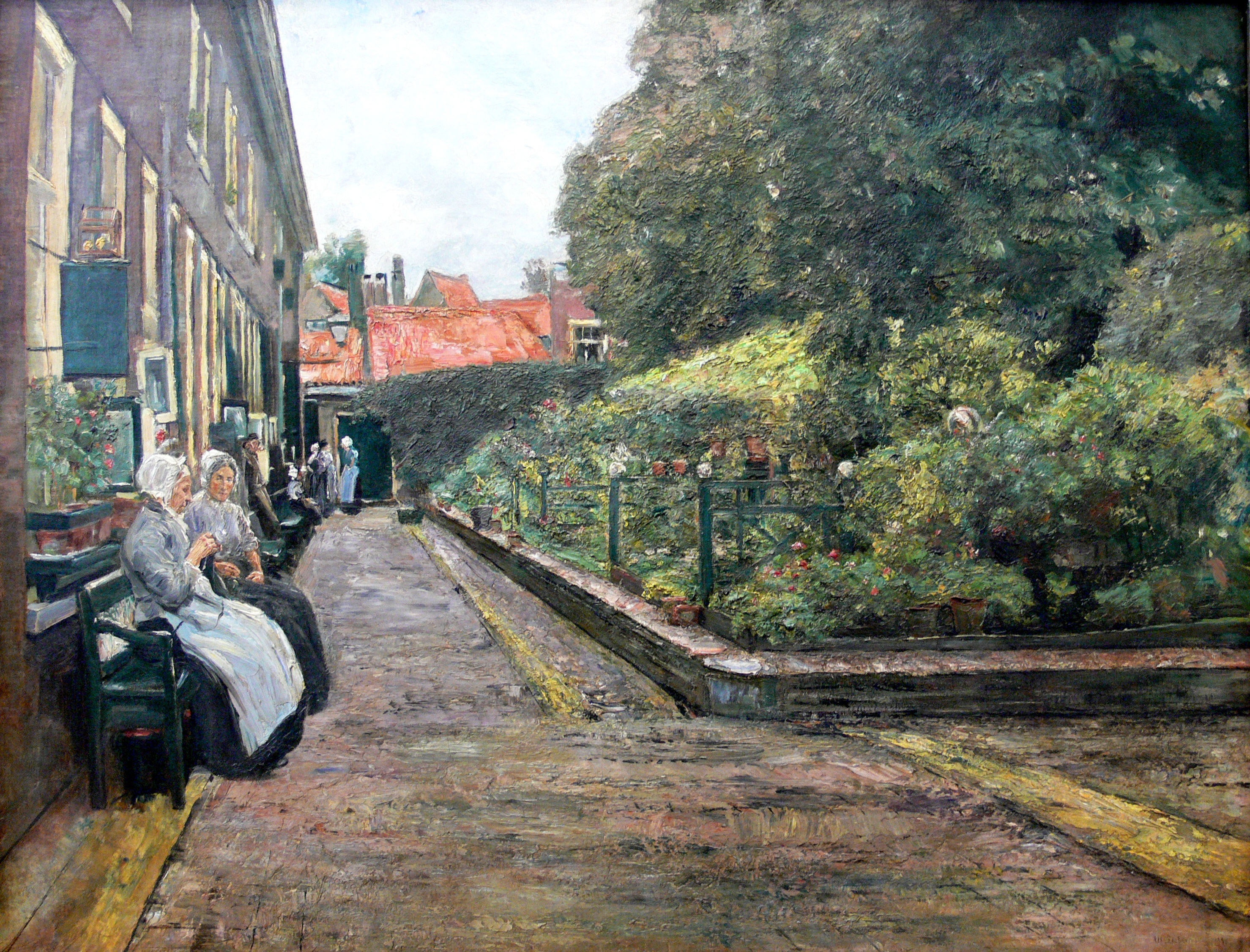
Jardim em Leiden, 1889, Berlim

De 1899 a 1911, Max assistiu e colaborou na formação do primeiro grupo avant-garde, a Berliner Secession, traduzido, a Secessão de Berlim. Em 1920, reconhecido o seu trabalho, Max passa a presidir a Academia Prussiana das Artes, resignando o cargo em 1932, após a academia ter decidido que não empregava mais judeus ou descendentes seus. Após a marcha das tropas nazis através das Portas de Brandeburgo, celebrando a tomada de poder de Adolf Hitler, Liebermann comentou: «Não consigo comer tanto quanto gostaria de vomitar!».

Anos depois, em 1935, Max Liebermenn morreu. Em 2006, a Sociedade Max Liebermann abriu ao público um museu permanente, com a sua obra e outros objetos pessoais.

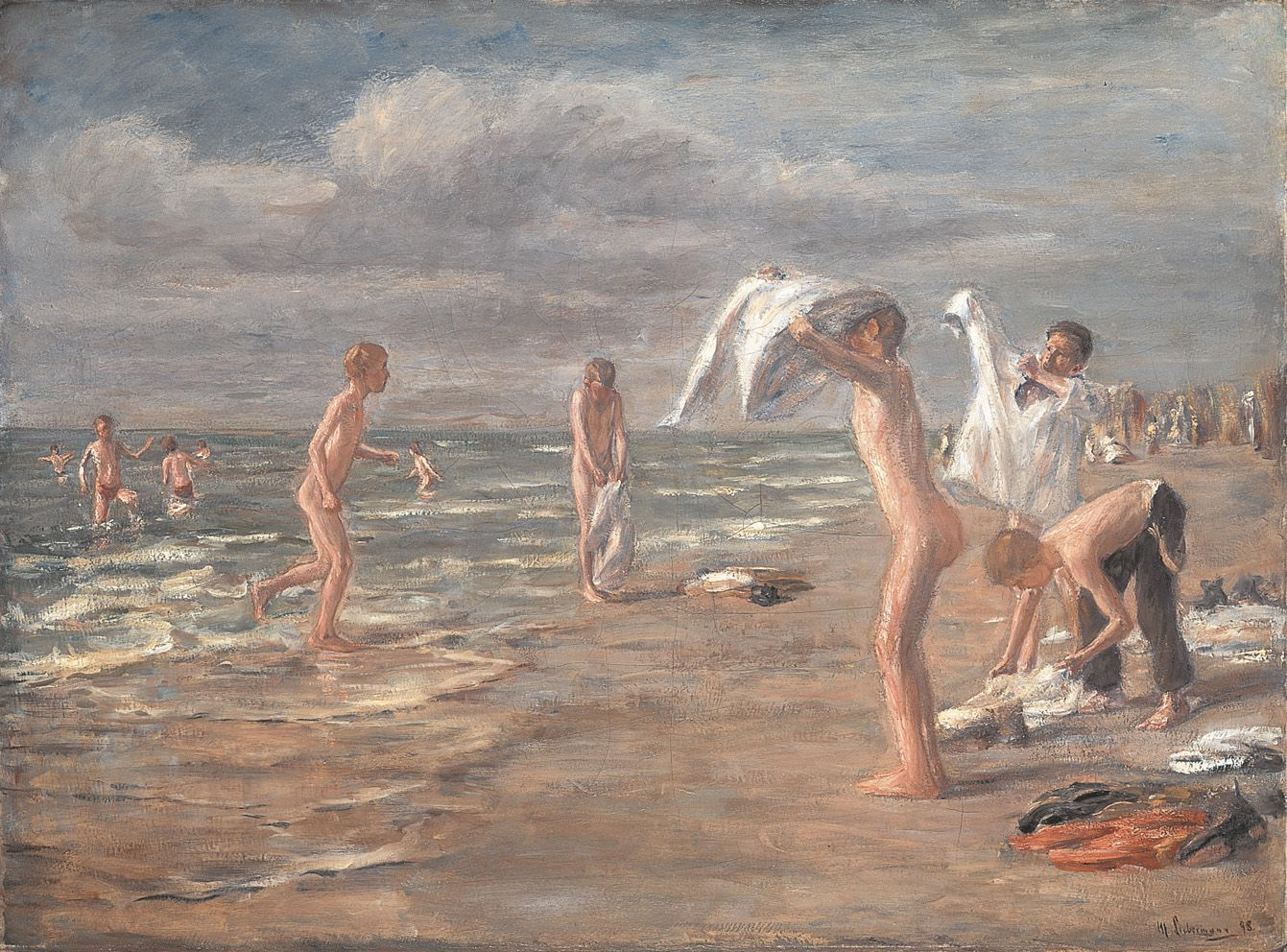
Rapazes na praia, 1898, Nova Pinacoteca, Munique